# Campeonato mundial A de hockey patines masculino de 1968
El XVIII Campeonato mundial de hockey sobre patines masculino se celebró en Portugal en 1968, con la participación de diez Selecciones nacionales masculinas de hockey patines. Todos los partidos se disputaron en la ciudad de Oporto.
Toda la competición se disputó en el formato de liga, enfrentándose entre sí las diez selecciones y ordenándose la clasificación final según los puntos obtenidos.

## Equipos participantes

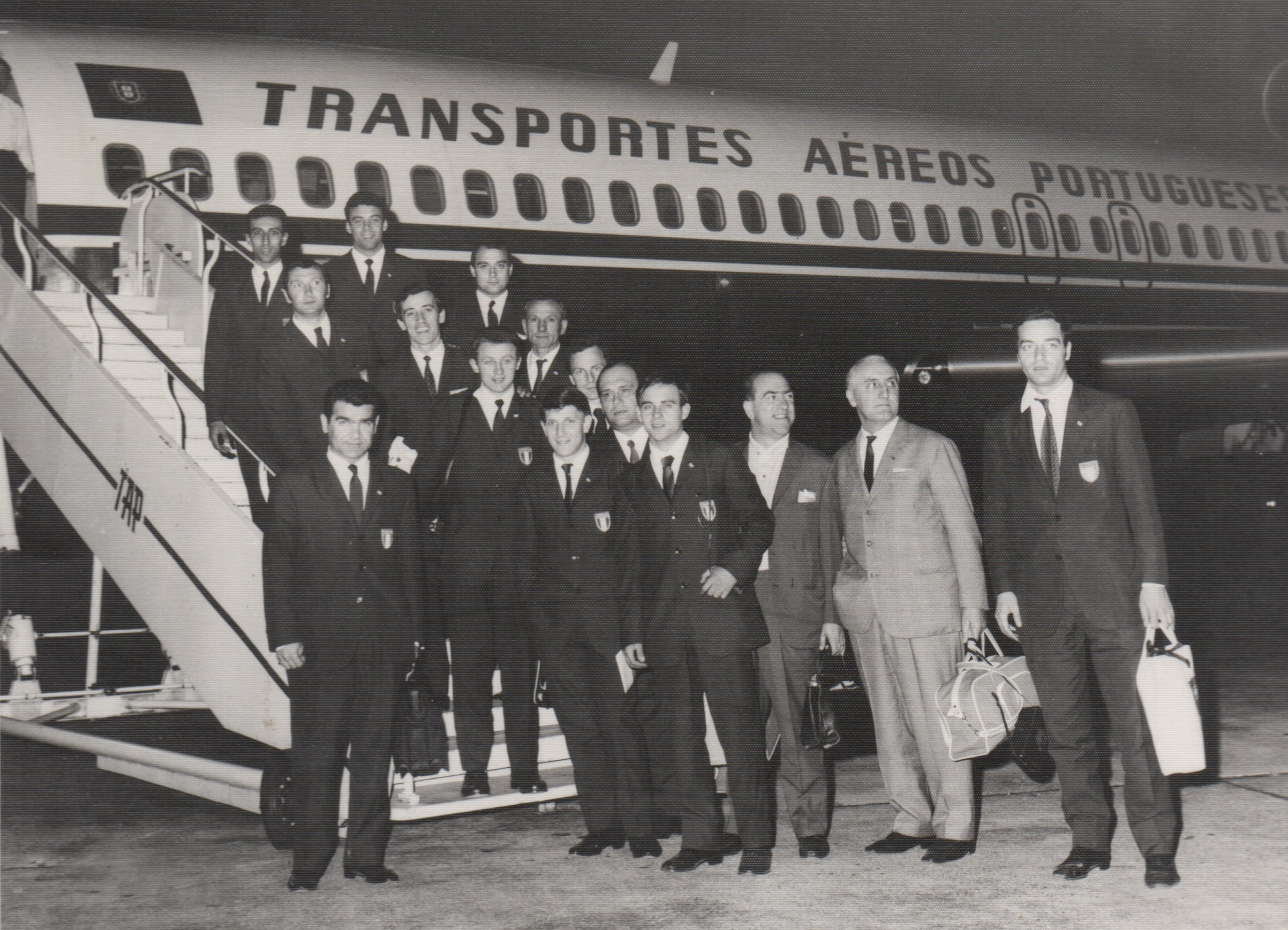
Selección italiana.

De las 10 selecciones nacionales participantes del torneo, 6 son de Europa, 2 de América, 1 de Asia y 1 de Oceanía.
| Alemania Occidental |
| Argentina           |
| España              |
| Estados Unidos      |
| Italia              |
| Japón               |
| Nueva Zelanda       |
| Países Bajos        |
| Portugal            |
| Suiza               |

## Resultados
|              | Bandera de los Países Bajos | Bandera de Estados Unidos | Bandera de España | Bandera de Argentina | Bandera de Japón | Bandera de Suiza | Bandera de Alemania | Bandera de Italia | Bandera de Nueva Zelanda | Bandera de Portugal |
| ------------ | --------------------------- | ------------------------- | ----------------- | -------------------- | ---------------- | ---------------- | ------------------- | ----------------- | ------------------------ | ------------------- |
| Países Bajos |                             |                           |                   |                      |                  |                  |                     |                   |                          |                     |
| EE. UU.      | 3-3                         |                           |                   |                      |                  |                  |                     |                   |                          |                     |
| España       | 8-2                         | 3-0                       |                   |                      |                  |                  |                     |                   |                          |                     |
| Argentina    | 1-1                         | 4-2                       | 2-2               |                      |                  |                  |                     |                   |                          |                     |
| Japón        | 0-11                        | 4-5                       | 4-15              | 1-3                  |                  |                  |                     |                   |                          |                     |
| Suiza        | 2-3                         | 3-2                       | 0-8               | 0-1                  | 4-2              |                  |                     |                   |                          |                     |
| Alemania     | 1-2                         | 3-4                       | 0-7               | 1-1                  | 4-1              | 7-1              |                     |                   |                          |                     |
| Italia       | 3-0                         | 6-1                       | 1-3               | 2-3                  | 4-2              | 4-2              | 3-2                 |                   |                          |                     |
| N. Zelanda   | 2-11                        | 1-10                      | 1-10              | 1-10                 | 5-1              | 0-3              | 3-10                | 0-10              |                          |                     |
| Portugal     | 8-0                         | 3-0                       | 2-1               | 3-1                  | 26-1             | 15-0             | 10-2                | 4-1               | 21-0                     |                     |

## Clasificación Final
| Posición | Equipo         | Pts | PJ | PG | PE | PP | GF | GC | DG  |
| -------- | -------------- | --- | -- | -- | -- | -- | -- | -- | --- |
|          | Portugal       | 18  | 9  | 9  | 0  | 0  | 92 | 6  | 86  |
|          | España         | 15  | 9  | 7  | 1  | 1  | 57 | 12 | 45  |
|          | Argentina      | 13  | 9  | 5  | 3  | 1  | 26 | 13 | 13  |
| 4        | Italia         | 12  | 9  | 6  | 0  | 3  | 34 | 17 | 17  |
| 5        | Países Bajos   | 10  | 9  | 4  | 2  | 3  | 33 | 28 | 5   |
| 6        | Estados Unidos | 7   | 9  | 3  | 1  | 5  | 27 | 30 | -3  |
| 7        | Alemania       | 7   | 9  | 3  | 1  | 5  | 30 | 32 | -2  |
| 8        | Suiza          | 6   | 9  | 3  | 0  | 6  | 15 | 42 | -27 |
| 9        | Nueva Zelanda  | 2   | 9  | 1  | 0  | 8  | 13 | 86 | -73 |
| 10       | Japón          | 0   | 9  | 0  | 0  | 9  | 16 | 77 | -61 |